# Saalina

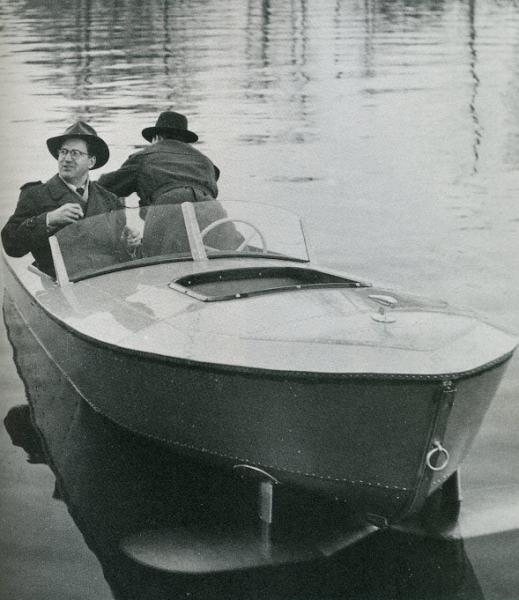
Saalina, 1946.

Saalina var en fyra meter lång roddbåt som tillverkades av SAAB efter andra världskriget. När kriget tog slut minskades intresset att göra stridsflygplan och SAAB behövde något att använda aluminiumplåten till. Kurt Sjögren designade en aluminiumbåt och 250 båtar tillverkades. Eftersom båtarna tillverkades med flygplansmetoder som till exempel att alla nitar slipades ner blev de väldigt dyra. Båtarna hade också problem med att nitarna inte tålde saltvatten vilket gjorde att de ganska snart började läcka om de användes i saltvatten.

## Data
- Längd: 4,0 meter
- Bredd: 1,45 meter